# Hindens udde-Svalnäs naturvårdsområde
Hindens udde-Svalnäs naturvårdsområde är ett naturvårdsområde (sedan 1999 likställt med naturreservat)i Lidköpings kommun i Västra Götalands län.
Detta naturreservat ligger på västra sidan av Kålland. Det är skyddat sedan 1989 och är 224 hektar stort. Hindens udde är den inre delen av Hindens rev, som är en långsträckt udde som sticker ut i Vänern. 
Svalnäs på Kållands västkust har en flera kilometer lång sandstrand. Där finns även flygsandfält och sanddyner. Dynerna är bevuxna med gles tallskog. Längre ut på udden växer även ek, sälg, rönn och al.

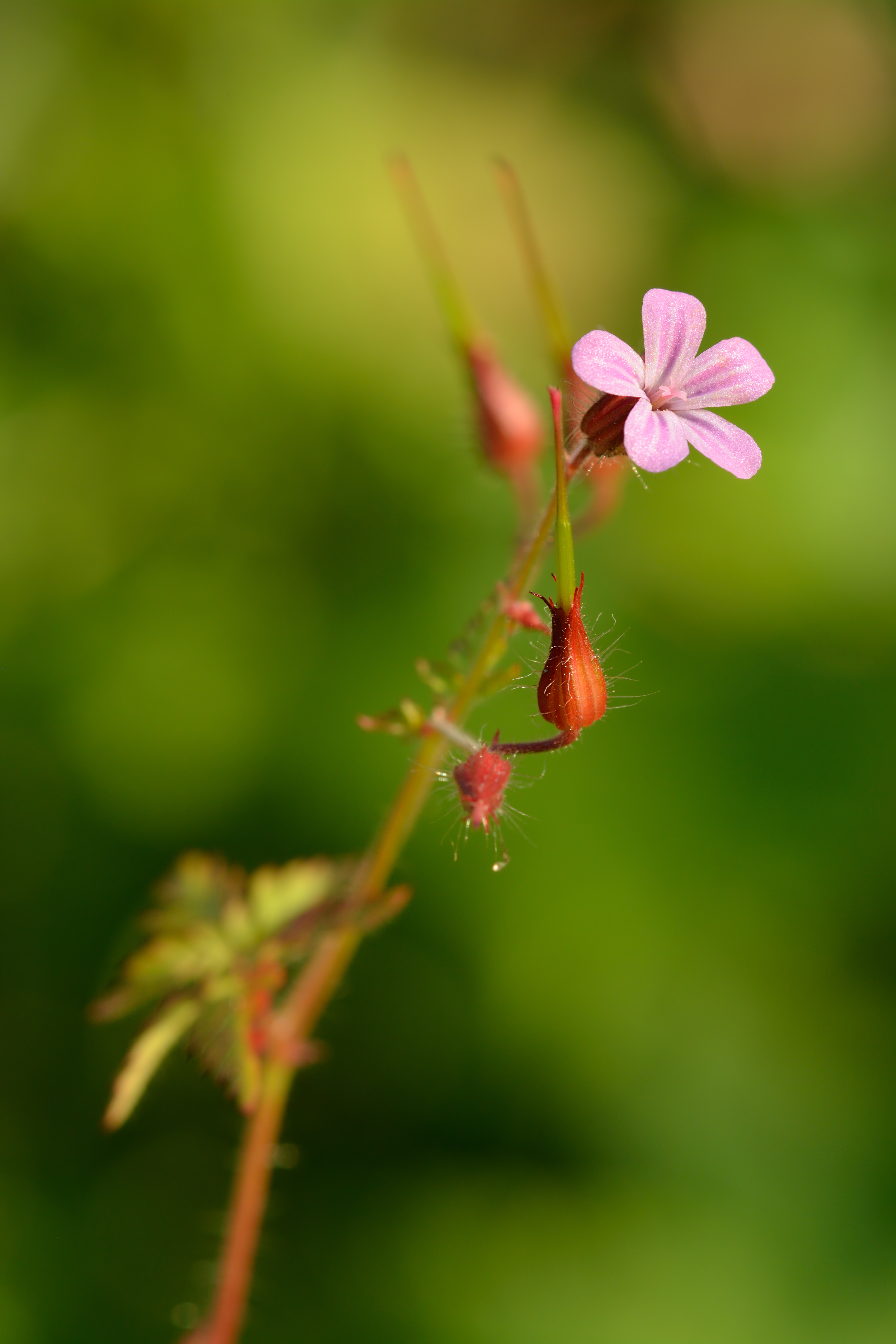
Stinknäva